# Battaglia di Dutch Harbor
La battaglia di Dutch Harbor fu un attacco aeronavale giapponese alla base operativa americana presso Fort Mears a Dutch Harbor, un piccolo porto sull'isola di Unalaska, facente parte delle Isole Aleutine.

Tra i giorni 3 e 4 giugno del 1942, una forza giapponese sotto il comando di Kakuji Kakuta, attaccò ripetutamente la base di Fort Mears, nell'ambito di un'azione diversiva con lo scopo di distogliere l'attenzione delle forze statunitensi nella zona di Midway, e dagli attacchi anfibi di truppe giapponesi verso le isole di Kiska ed Attu.

L'attacco aereo non causò molti danni alle installazioni americane, ma fece crescere l'attenzione dei comandi americani del Pacifico nella zona delle Aleutine, che per più di un anno saranno al centro di azioni belliche tra i due contendenti.

## Preparativi

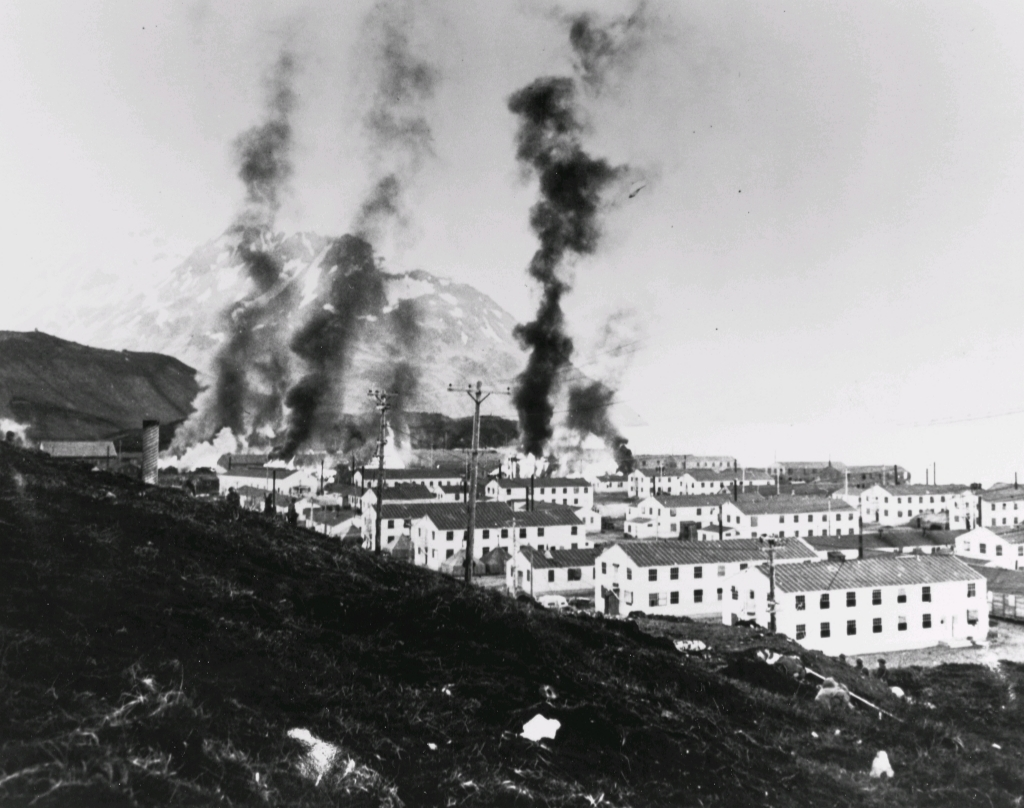
Locali in fiamme durante l'attacco

Il 3 giugno, una forza d'attacco giapponese, sotto il comando del contrammiraglio Kakuji Kakuta, composta dalle portaerei leggere Ryujo e Junyo, e altre navi di scorta, si avvicinò nella notte a meno di 180 miglia a sudovest di Dutch Harbor, per lanciare ripetuti attacchi aerei verso le basi americane di Unalaska e supportare l'offensiva giapponese nelle Aleutine.

In questo modo i giapponesi prevedevano di estendere il loro perimetro difensivo nel nord dell'Oceano Pacifico, e togliere agli americani delle basi utili per attaccare i possedimenti nipponici a nord.

Dutch Harbor era circondata da numerose batterie costiere del 206º gruppo di artiglieria costiera antiaerea dell'Arkansas National Guard, dislocate in Alaska nel mese di agosto del 1941.

## Battaglia
Alle 2:58 del 3 giugno, l'ammiraglio Kakuta ordinò alle sue portaerei per lanciare il loro primo attacco composto da 12 caccia, 10 bombardieri e 12 bombardieri in picchiata, che decollarono dalle due portaerei, per arrivare sull'obbiettivo alle 4:07.

Il primo obbiettivo furono la stazione radio della città e i serbatoi di stoccaggio del carburante, che non subirono gravi danni.

Molti membri del 206º gruppo d'artiglieria si svegliarono per il rumore delle bombe, le notizie dei giorni precedenti non prevedevano un attacco giapponese a breve, quindi i serventi delle batterie non erano stati messi completamente in allerta.
 I serventi delle batterie spararono con i loro cannoni da 3 pollici, da 37 millimetri e con le mitragliatrici calibro.50.

Il più grave incidente del primo giorno si registrò quando alcune bombe colpirono le baracche 864 e 866 di Fort Mears, uccidendo diciassette uomini del 37º reggimento di fanteria, e otto uomini della 151ª genieri.
Durante i combattimenti, quattro aerei giapponesi da ricognizione Type-95 lanciati dagli incrociatori Takao e Maya, ingaggiarono una lotta con dei caccia statunitensi, due dei quattro aerei nipponici furono abbattuti e gli altri seriamente danneggiati, ma ancora in grado di ritornare alla base.

I raid del primo giorno non causarono gravi danni, e non riuscirono nell'intento di togliere forze americane dalle Isole Midway, in vista del prossimo massicci attacco giapponese.
Durante il raid del 4 giugno, uno Zero giapponese fu danneggiato dal fuoco di contraerea, per schiantarsi successivamente sull'isola di Akutan, a circa 20 miglia a nord-est di Dutch Harbor.
Il pilota rimase ucciso, ma l'aereo non rimase seriamente danneggiato. Questo caccia Zero (noto come il Akutan Zero), fu recuperato e riparato dagli americani, i quali acquisirono notevoli informazioni tecniche che resero i caccia americani in grado di competere con i caccia nipponici.

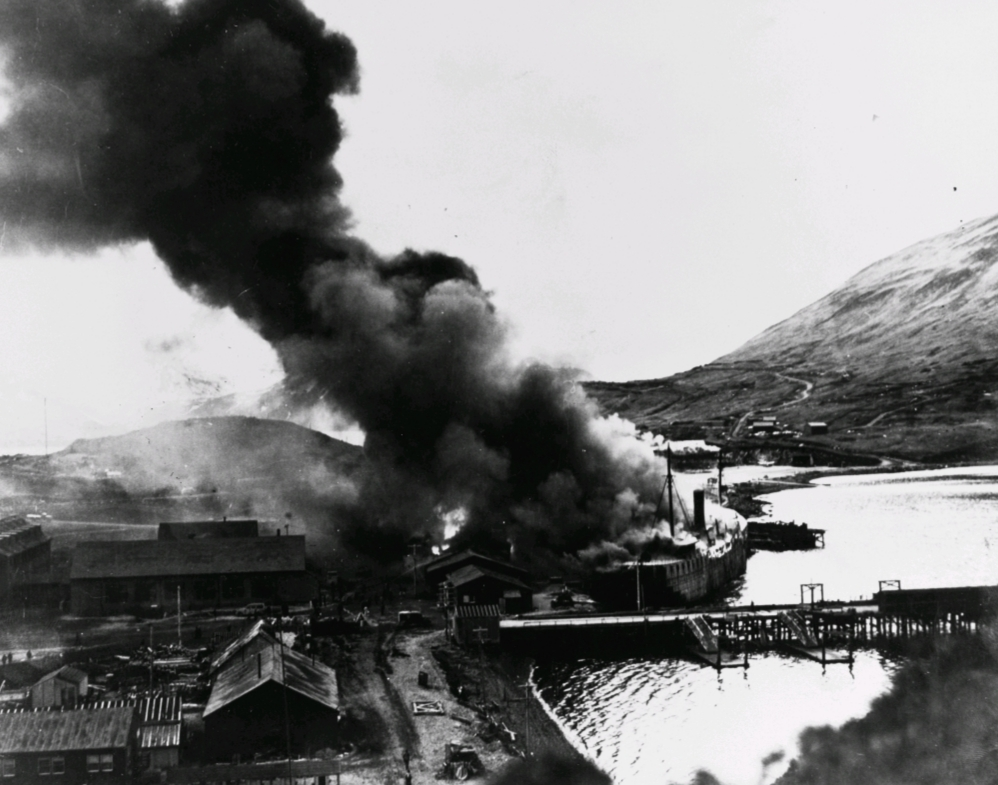
La Northwestern in fiamme attraccata al molo di Dutch Harbor dopo l'attacco giapponese.

Il secondo giorno, le portaerei giapponesi si portarono a meno di 100 miglia a sud di Dutch Harbor per lanciare un secondo attacco.

La guarnigione americana di Unalaska, si preparò per controbattere una possibile azione anfibia di invasione dell'isola, furono scavate numerose trincee, anche con l'aiuto della popolazione civile, e rinforzate le postazioni sulle spiagge.

Alle 4:00 del 4 giugno, una flotta aerea di 9 caccia, 11 bombardieri in picchiata e 6 bombardieri leggeri, attaccò le strutture americane a Dutch Harbor, dove vennero distrutti alcuni aerei a terra, una caserma, alcuni serbatoi di stoccaggio del petrolio, hangar aerei e un paio di navi mercantili attraccate nel porto.

I giapponesi si concentrarono sulle postazioni antiaeree, e sulle navi nel porto, la Fillmore e la Gillis, inizialmente l'offensiva contro le navi fu fermata con un intenso fuoco delle batterie, ma successivamente i caccia nipponici riuscirono a distruggere la nave cargo Northwestern che, a causa delle sue grandi dimensioni, fu erroneamente presa per una nave da guerra ma che pur immessa nei ruoli del naviglio militare serviva da alloggio per i minatori locali.
Due bombardieri in picchiata e un caccia non riuscirono a tornare alle loro navi, colpiti dalla contraerea, e sulla via del ritorno, gli aerei giapponesi incontrarono una pattuglia di sei aerei Curtiss P-40 dopo Otter Point. La battaglia aerea causò l'ulteriore perdita di un caccia e due bombardieri giapponesi e, da parte americana, la perdita di quattro dei sei caccia.

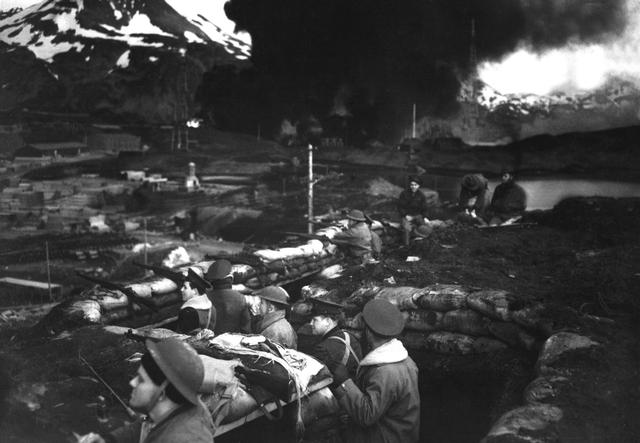
Guarnigione americana trincerata sulle spiagge

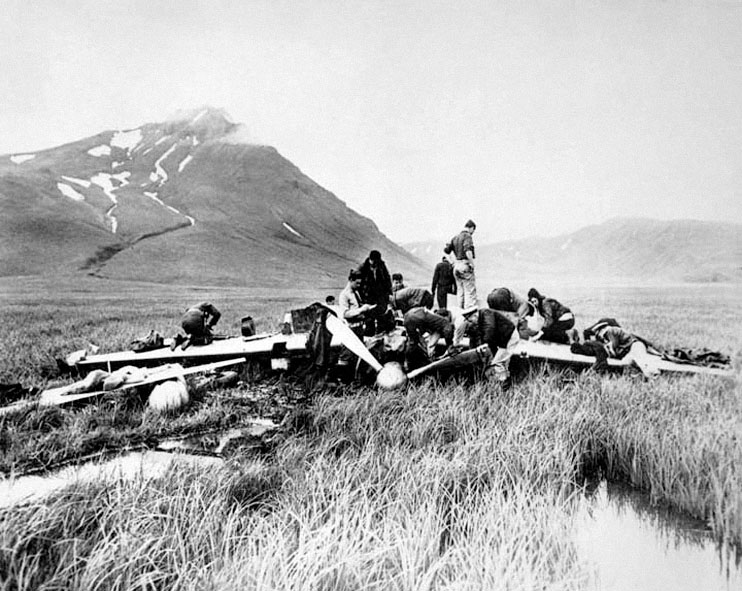
Personale americano esamina lAkutan Zero

## Esito
Il giorno seguente, l'ammiraglio Kakuta ricevette l'ordine di interrompere gli attacchi, e la sua flotta fu dirottata verso il Pacifico centrale a sostegno della flotta sconfitta a Midway. Due giorni dopo, una piccola forza di invasione giapponesi sbarcò e occupò le isole di Attu e Kiska senza incontrare resistenza.
Fondamentalmente l'attacco al porto di Unalaska non fu un successo giapponese né una sconfitta americana, ma fece capire ai due contendenti l'importanza del fronte nelle Aleutine. I giapponesi restarono nelle due isole per più di un anno, ma a causa del clima mutevole e aspro non furono mai in grado, fino all'estate dopo, di compiere la benché minima azione significativa verso le basi nemiche.

D'altro canto gli americani per tutto l'inverno si guardarono bene da un attacco verso le isole occupate, che avvenne solo nel maggio del 1943, al costo di perdite gravi se rapportate all'importanza minore che in realtà esse avevano nel teatro del Pacifico.